# Gimme Some
Pour les articles homonymes, voir Gimme.
 (juin 2018).
Si vous disposez d'ouvrages ou d'articles de référence ou si vous connaissez des sites web de qualité traitant du thème abordé ici, merci de compléter l'article en donnant les références utiles à sa vérifiabilité et en les liant à la section « Notes et références ».
Albums de Peter Bjorn and John
Living Thing
(2009) Breakin' Point
(2016)
Singles
1. Second Chance
Sortie : 24 janvier 2011
2. Breaker, Breaker
Sortie : Printemps 2011
3. Dig a Little Deeper
Sortie : Record Store Day 2011

Gimme Some est le sixième album du groupe de rock alternatif suédois Peter Bjorn and John, sorti en mars 2011 (le 28 en Grande-Bretagne, en Europe et dans le reste du monde, sous le label Cooking Vinyl, et le 29 aux États-Unis, par Startime International (en)).
Breaker, Breaker, Second Chance, Dig a Little Deeper et May Seem Macabre sont les quatre titres produits, sur l'année 2011, en tant que singles, le dernier étant exclusivement diffusé en radio.
Second Chance, le premier de ces singles, publié le 24 janvier, est certainement le mieux connu puisqu'il est utilisé comme thème d'ouverture de la sitcom américaine 2 Broke Girls.
En collaboration avec Pitchfork.TV, le groupe a créé une vidéo de l'album entier.
Gimme Some a une réception critique positive. Grâce aux commentaires recueillis à partir de publications traditionnelles et spécialisées et colléctées par Metacritic, site d'agrégat d'évaluation populaire qui attribue une note normalisée de 100, l'album obtient un score moyen d'approbation globale de 74, basé sur 22 avis majoritairement favorables.

## Liste des titres
Toutes les chansons sont écrites et composées par Björn Yttling, John Eriksson et Peter Morén.
| 1.    | Tomorrow Has to Wait      | 3:00 |
| 2.    | Dig a Little Deeper       | 3:52 |
| 3.    | Second Chance             | 4:15 |
| 4.    | Eyes                      | 2:55 |
| 5.    | Breaker Breaker           | 1:41 |
| 6.    | May Seem Macabre          | 4:44 |
| 7.    | (Don’t Let Them) Cool Off | 2:50 |
| 8.    | Black Book                | 1:38 |
| 9.    | Down Like Me              | 3:51 |
| 10.   | Lies                      | 3:13 |
| 11.   | I Know You Don’t Love Me  | 5:38 |
| 37:37 |                           |      |